# Eduardo Ferreira Viana
Eduardo Ferreira Viana OTE • ComA • GOA foi um administrador colonial português.

## Biografia
Coronel.
A 28 de Fevereiro de 1919 foi feito Comendador da Ordem Militar de Avis, a 6 de Fevereiro de 1922 foi feito Oficial da Ordem Militar da Torre e Espada, do Valor, Lealdade e Mérito e a 5 de Outubro de 1928 foi elevado a Grande-Oficial da Ordem Militar de Avis.
Exerceu o cargo de Encarregado do Governo e de Governador Interino da Colónia de Angola entre 1931 e 1934, tendo sido antecedido por José Dionísio Carneiro de Sousa e Faro e sucedido por Júlio Garcês de Lencastre.